# Zhidun
Zhidun 支遁 (ur. 314, zm. 366), znany też jako Zhi Daolin (kor. Chidun: jap. Shidon: wiet. Chi Độn) – mnich buddyjski reprezentujący buddyzm zmieszany z elementami neotaoistycznej myśli.

## Życie
Pochodził z Chenliu w prow. Henan. Jego rodzina była buddyjska już od kilku pokoleń.
W 25 roku życia przyjął pełną mnisią ordynację i udał się do Jiankangu, który był wówczas stolicą. Zgromadził wokół siebie grupę ludzi, z którymi dyskutował na tematy zarówno Dharmy jak i taoistyczne. Niektóre takie spotkania odbywały się w klasztorze Baima (Białego Konia). 
W stolicy przebywał tylko kilka lat, bowiem przeniósł się na wschód do Kuaiji w pobliżu dzisiejszego Hangzhou. Kontynuował tu spotkania z arystokratami i neokonfucjańskimi uczonymi tego regionu. Był znakomitym, subtelnym i bystrym dyskutantem.
Interesował się także sutrami pradżni i jest uważany za założyciela jednej z siedmiu szkół pradżni.
W późnym wieku został zaproszony do stolicy przez cesarza państwa Jin na wykłady o pradżni. Cieszyły się one niezwykłym powodzeniem. Neotaoista Xichao napisał, że w przeciągu kilku wieków tylko Zhidun był w stanie tak klarownie objaśnić wielką Dharmę, że prawda mogła trwać i rozwijać się bez przerw.

## Poglądy i nauki
Obok pradżni głównym tematem jego dyskusji i zainteresowania był traktat taoistyczny Zhuangzi. Jego ideał człowieka wynikał właśnie z reinterpretacji taoizmu. Doskonały człowiek powinien być jak wielki ptak i triumfalnie korzystać z właściwego kursu Niebios i nieskończenie wędrować wszędzie w doskonałej wolności. Taki doskonały człowiek jest nadrzędny względem ideału opisanego przez taoistów w ich komentarzach, który był zadowolony z osiągnięcia podrzędnego stopnia szczęśliwości czyli postępowali zgodnego z własną naturą.
Z punktu widzenia buddyzmu, jego poglądy są częściowo zrozumiałe. Gdy taoiści uważali, że człowiek powinien prowadzić jakie tylko chce życie ale zgodne z jego naturalną rolą i talentami, to Zhidun musiał się temu przeciwstawić, gdyż ich stanowisko było w sprzeczności z buddyjską Dharmą – prawem buddyjskim. Poglądy taoistów uważał także za fatalizm, gdyż według nich, człowiek powinien żyć zgodnie z przeznaczeniem. Zhidun przeciwstawiał temu doktrynę karmy, która wymaga od człowieka poprawy swojego przeznaczenia przez osobisty wysiłek.
Zhidun zreinterpretował także jeden z najważniejszych terminów chińskiej filozofii – li. W klasycznej myśli chińskiej termin ten odnosił się do naturalnego porządku uniwersum lub rozumu. Pod wpływem filozofii pradżni Zhidun nadał temu terminowi nowe, metafizyczne znaczenie transcendentalnej, absolutnej zasady. Było to pojęcie w ogóle Chińczykom nieznane. Dzięki niemu w buddyjskiej literaturze od IV do X wieku li jako absolut (noumen) był przeciwstawiany shi – zdarzeniom światowym, empirycznym, faktom – fenomenom.
Był również prekursorem Szkoły Czystej Krainy. W jednej ze swoich prac opisał Czystą Krainę Amitāyusa – region, gdzie nie ma książąt, ministrów, urzędników – nad którą panuje tylko Budda. Nie był on jednak kompletnie zainteresowany w nauczaniu i praktykowaniu kultu Czystej Krainy jako środka zbawienia swojego i mas, gdyż interesowały go głównie podobieństwa między buddyzmem a filozofią Lao i Zhuanga.